# گاوزبان‌سانان
گاوزبان‌سانان یک راسته از گیاهان گل‌دار در ردهٔ گل‌ستاره‌داران است. این راسته، شامل خانوادهٔ گاوزبانیان و تعدادی خانوادهٔ دیگر است که در مجموع، حدود ۱۲۵ سرده و ۲٬۷۰۰ گونه دارد. این گیاهان، به‌صورت بوته، درختچه، درخت و بالارونده (مشابه انگور) در سراسر جهان، پراکندگی دارند.